# Доссена, Луиджи
Луиджи Доссена (итал. Luigi Dossena; 28 мая 1925, Кампаньола-Кремаска, королевство Италия — 9 сентября 2007, там же) — итальянский прелат и ватиканский дипломат. Титулярный архиепископ Карпи с 26 февраля 1973 по 9 сентября 2007. Апостольский про-нунций в Корее с 26 февраля 1973 по 24 октября 1978. Апостольский про-нунций в Нигере с 24 октября 1978 по 25 августа 1979. Апостольский про-нунций Республике Верхняя Вольта с 24 октября 1978 по 8 сентября 1979. Апостольский нунций в Кабо-Верде и Сенегале, а так же апостольский делегат в Гвинее-Бисау и Мавритании с 24 октября 1978 по 30 декабря 1985. Апостольский делегат в Мали с 24 октября 1978 по 3 июня 1980. Апостольский нунций в Мали с 3 июня 1980 по 30 декабря 1985. Апостольский нунций в Перу с 30 декабря 1985 по 2 марта 1994. Апостольский нунций в Словакии с 2 марта 1994 по 8 февраля 2001.